# West Yingao Road
West Yingao Road (殷高西路; Pinyin: Yīngāo Xī Lù) is een station van de metro van Shanghai in het district Baoshan. Het station aan lijn 3 werd geopend op 18 december 2006. Het is het eerste station van de verlenging naar het noorden van lijn 3 tot North Jiangyang Road die tussen 2000 en 2006 werd aangelegd.
Het bovengronds, verhoogde station ligt aan de kruising van de op een viaduct gelegen Yixian Road (逸仙路) en West Yingao Road in de wijk Gaojing.
North Jiangyang Road · Tieli Road · Youyi Road · Baoyang Road · Shuichan Road · Songbin Road · Zhanghuabang · Songfa Road · South Changjiang Road · West Yingao Road · Jiangwan Town · Dabaishu · Chifeng Road · Hongkou Football Stadium · Dongbaoxing Road · Baoshan Road · Station Shanghai · Zhongtan Road · Zhenping Road · Caoyang Road · Jinshajiang Road · Zhongshan Park · West Yan'an Road · Hongqiao Road · Yishan Road · Caoxi Road · Longcao Road · Shilong Road · Station Shanghai-Zuid

Lijnen van de metro van Shanghai: 1 · 2 · 3 · 4 · 5 · 6 · 7 · 8 · 9 · 10 · 11 · 12 · 13 · 14 · 15 · 16 · 17 · 18 · Pujiang Line